# Богоявленский собор (Кострома)
Богоявленский собор — православный храм в Костроме, кафедральный собор Костромской епархии Русской православной церкви  с 25 сентября 2023 года. Построен в 1776—1791 годах на территории Костромского кремля в стиле позднего барокко. Разрушен коммунистами в 1934 году, воссоздан в 2015—2023 годах. Его колокольня — главная историческая и современная архитектурная доминанта города.

## Исторический храм

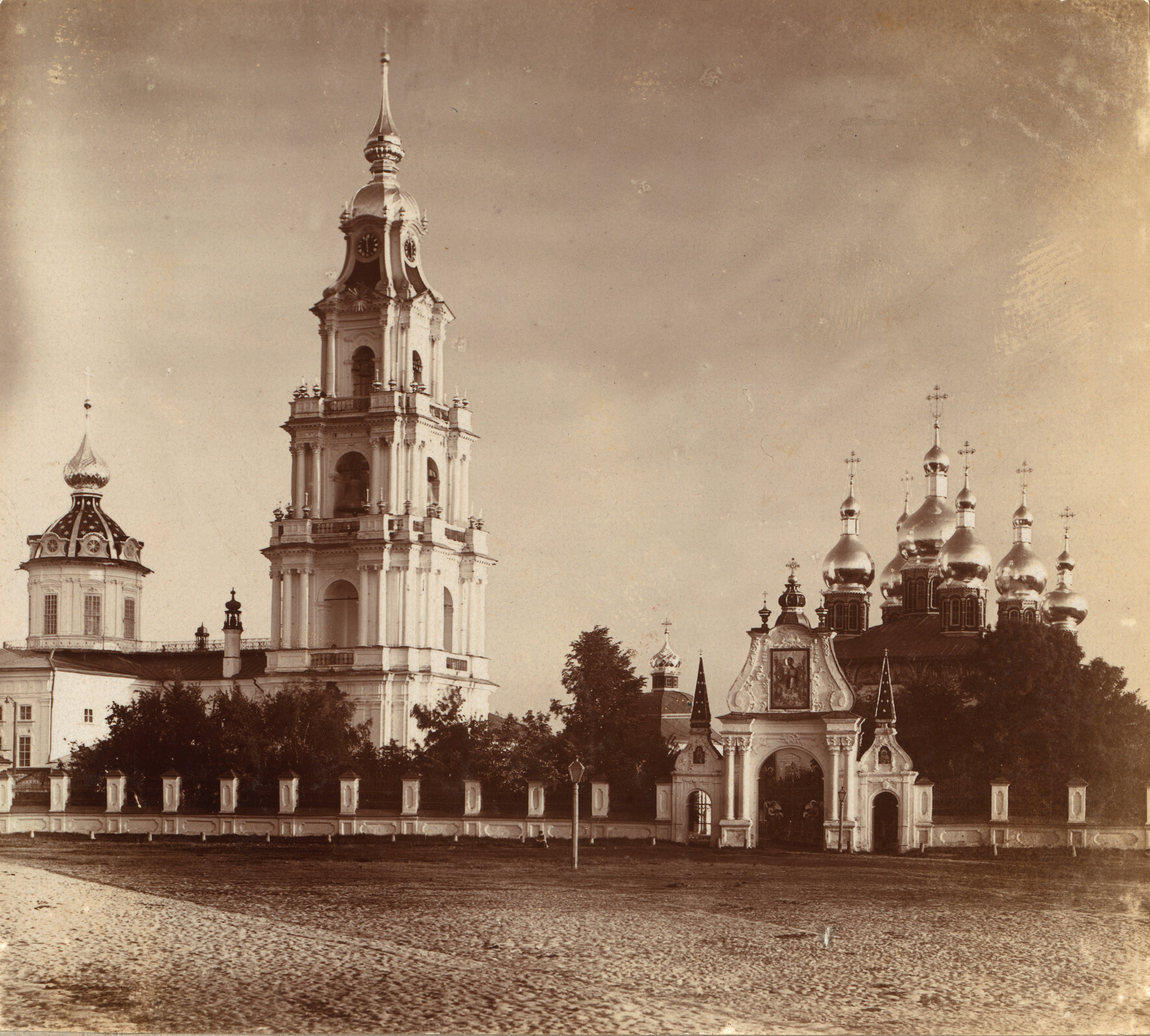
Ансамбль Богоявленского (слева) и Успенского соборов, 1910 г.

На месте Богоявленского собора вплоть до 1773 года стоял собор Крестовоздвиженского монастыря, уничтоженный общегородским пожаром.
Новый храм был построен местным архитектором Степаном Воротиловым в 1776—1791 годах по заказу архиепископа костромского и галичского Симона (Лагова) и являлся крупнейшим культовым зданием Костромы, став её архитектурной эмблемой.
У собора была 64-метровая ярусная колокольня, служившая ориентиром для проплывавших по Волге судов. С её вершины в ясную погоду был виден Ярославль. Колокольня обладала сходством с неосуществлённой колокольней Смольного монастыря в Санкт-Петербурге проекта Бартоломео Франческо Растрелли, однако имела и много своеобразных черт.
Собор находился рядом с более древним Успенским собором и домами соборного причта. Сам он в первоначальном виде был однокупольным с полукруглой апсидой храмом в два этажа. На верхнем располагалась главная тёплая церковь, нижний этаж — подклет, позднее — архиерейская усыпальница. В 1866—1868 годах по проекту неизвестного архитектора Богоявленский собор был коренным образом реконструирован, в полтора раза увеличив свою площадь. Реконструированный храм обладал огромным молельным залом и пятью полукруглыми апсидами. Свод, отделяющий храмовое пространство от венчающей ротонды, был разобран, и она стала световой.
Искусствовед Георгий Лукомский писал: «Богоявленский собор — трёхэтажное сооружение, увенчивающееся куполом (…). … прелестные детали угасающего уже „барокко“ и переходные к классицизму (…) делают архитектуру собора очень приятной. (…) Но гораздо красивее колокольня, построенная при соборе (…) и представляющая издали фантастическое зрелище своим нагромождением арок, колонн и всяких украшений. Вблизи она еще более потрясает своей грандиозностью и вместе с тем грациозностью».
В июле 1934 года храмовый комплекс Костромского кремля был взорван.

## Воссоздание
Дискуссия о воссоздании утраченных храмов Костромского кремля началась ещё в конце 1980-х годов, к тому же времени относятся и первые проекты по воссозданию, сделанные костромскими реставраторами на основе обмерных чертежей и фотографий. Однако более 20 лет дело не сдвигалось с места. Воссозданию храмов Костромского кремля способствует меценат Виктор Тырышкин. 19 июля 2015 года во время визита в Костромскую епархию патриарха Московского и всея Руси Кирилла был дан старт восстановительным работам, поддержанным Министерством культуры РФ и губернатором Костромской области.
25 сентября 2023 года восстановленный Богоявленский собор был освящён патриархом Кириллом, храм получил статус кафедрального.